# جاك أنغلين
جاك أنغلين (بالإنجليزية: Jack Anglin)‏ هو مغني وكاتب أغاني أمريكي، ولد في 13 مايو 1916 في تينيسي في الولايات المتحدة، وتوفي في 8 مارس 1963 في Madison, Tennessee ‏ في الولايات المتحدة.

## وصلات خارجية
- جاك أنغلين على موقع IMDb (الإنجليزية)
- جاك أنغلين على موقع ميوزك برينز (الإنجليزية)
- جاك أنغلين على موقع ديسكوغز (الإنجليزية)